# Macaranga hystrichogyne
Macaranga hystrichogyne är en törelväxtart som beskrevs av Airy Shaw. Macaranga hystrichogyne ingår i släktet Macaranga och familjen törelväxter. Inga underarter finns listade i Catalogue of Life.